# Oxford University Ice Hockey Club
Oxford University Ice Hockey Club, též znám pod názvem Oxford University Blues, je anglický univerzitní klub ledního hokeje, který sídlí ve městě Oxford v nemetropolitním hrabství Oxfordshire. Od sezóny 2004/05 působí v British Universities Ice Hockey Association, nejvyšší univerzitní soutěži ledního hokeje ve Spojeném království. Klubové barvy jsou modrá a bílá.
Své domácí zápasy odehrává v Oxford Ice Rink s kapacitou 1 025 diváků.

## Historie
Za tradiční rok založení je považován letopočet 1885. V tomto roce došlo ve Svatém Mořici k přátelskému utkání Oxfordu s týmem Cambridgeské univerzity. Tento zápas je mimo jiné Hokejovou síní slávy a Mezinárodní federací ledního hokeje považován za vůbec první odehraný zápas ledního hokeje na území evropského kontinentu. Samotná univerzita považuje svůj tým za historicky druhý organizovaný klub ledního hokeje na světě po týmu McGillovy univerzity. I přes samotné tvrzení univerzity jsou známy alespoň tři starší kluby, které se zúčastnily turnaje Montreal Winter Carnival v roce 1883. V roce 1900 došlo k dalšímu společnému měření sil, tentokráte na londýnským Princes Skating Club. Zde byl také poprvé použit termín Ice Hockey Varsity Match. V roce 2017 byl odehrán již 99. ročník Varsity Matche.
Kanadští studenti univerzity si v pozdějším období založili vlastní amatérský tým Oxford Canadians (existující v letech 	1905–1914), který vůbec jako první klub na světě použil červený javorový list jako logo na svůj dres. Ve dvacátých a třicátých letech dvacátého století patřil Oxfordský tým k nejlepším v Evropě. V témže období býval tradičním účastníkem Spenglerova poháru, který vyhrál v letech 1923, 1925 a 1931. Triumf z roku 1932 je sdílený s československým klubem LTC Praha.
Mezi známé univerzitní hráče Oxfordu, kteří za jeho historii nastoupili, patří Lester B. Pearson (14. premiér Kanady a nositel Nobelovy ceny míru za rok 1957), George Stanley (politik a designér kanadské vlajky), Danny Williams (9. premiér Newfoundlandu a Labradoru) nebo Mark Carney (guvernér Bank of England).

## Získané trofeje
- Spenglerův pohár ( 4× )
  - 1923, 1925, 1931, 1932 (sdílený s LTC Praha)

## Přehled ligové účasti
Zdroj: 
- 1929–1930: Southern League (1. ligová úroveň v Anglii)
- 1930–1936: English League (1. ligová úroveň v Anglii)
- 1938–1948: London and Provincial League (2. ligová úroveň v Anglii)
- 1948–1955: Southern Intermediate League (2. ligová úroveň v Anglii)
- 1976–1978: Southern League, Southern Section (1. ligová úroveň v Anglii)
- 1978–1982: Inter-City League (1. ligová úroveň v Anglii)
- 2004– : British Universities Ice Hockey Association (univerzitní soutěž ve Spojeném království)

## Účast v mezinárodních pohárech
Zdroj: 
Legenda: SP - Spenglerův pohár, EHP - Evropský hokejový pohár, EHL - Evropská hokejová liga, SSix - Super six, IIHFSup - IIHF Superpohár, VC - Victoria Cup, HLMI - Hokejová liga mistrů IIHF, ET - European Trophy, HLM - Hokejová liga mistrů, KP – Kontinentální pohár
- SP 1923 – Základní skupina (1. místo)
- SP 1924 – Semifinále
- SP 1925 – Finále
- SP 1926 – Základní skupina (6. místo)
- SP 1927 – Základní skupina (3. místo)
- SP 1928 – Základní skupina A (3. místo)
- SP 1929 – Základní skupina A (3. místo)
- SP 1930 – Základní skupina A (2. místo)
- SP 1931 – Finále
- SP 1932 – Finále
- SP 1933 – Zápas o 3. místo
- SP 1934 – Finále
- SP 1935 – Zápas o 3. místo
- SP 1936 – Základní skupina B (3. místo)
- SP 1937 – Základní skupina B (3. místo)
- SP 1938 – Základní skupina (5. místo)
- SP 1946 – Základní skupina (4. místo)